# غرب البلاد (إنجلترا)

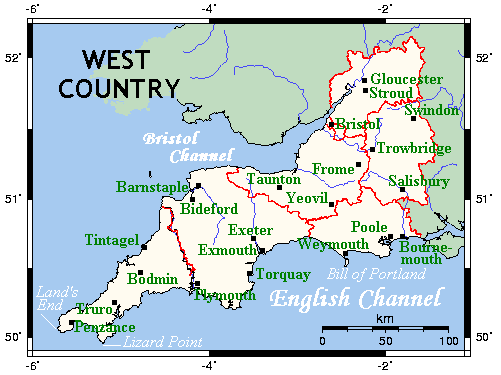
أحد التفسيرات لمنطقة غرب البلاد، الموضحة على هذه الخريطة على أنها مطابقة لمنطقة جنوب غرب إنجلترا، والتي تضم مقاطعات بريستول ، وكورنوال ، وديفون ، ودورست ، وغلوسترشاير ، وسومرست ، وويلتشاير

منطقة غرب البلاد هي منطقة غير محددة بشكل واضح في جنوب غرب إنجلترا،  وعادةً ما تشمل مقاطعات كورنوال وديفون ودورست وسومرست وبريستول ، مع اعتقاد البعض أنها تمتد إلى كل أو أجزاء من ويلتشير وغلوسترشير وهيريفوردشاير . تتميز غرب البلاد بلهجة إنجليزية إقليمية مميزة،  وهي أيضًا موطن اللغة الكورنية .

## حد

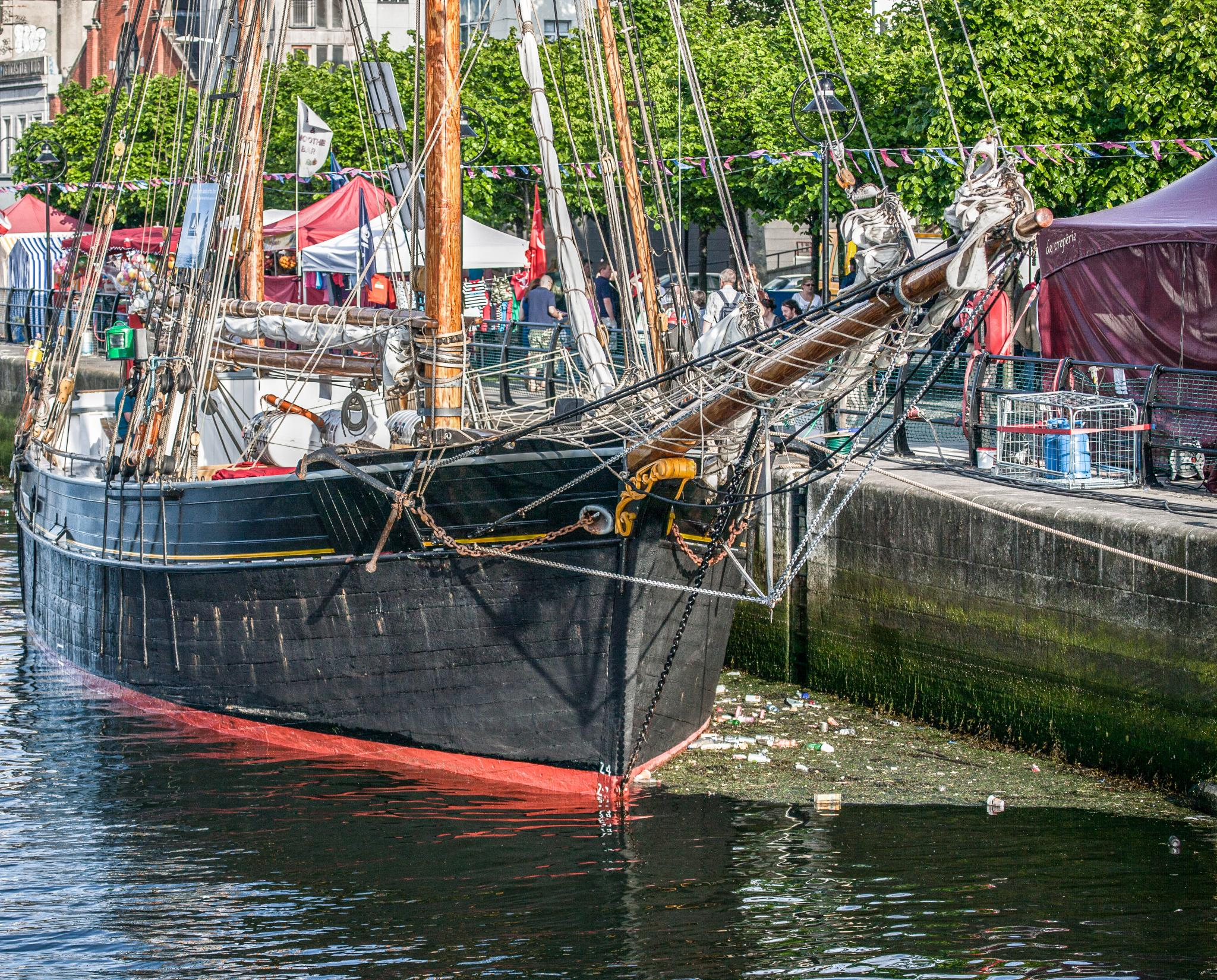
مركب شراعي تجاري من غرب البلاد، وهو مصطلح استخدم على نطاق واسع في القرن الثامن عشر

يحدّها القناة الإنجليزية جنوبًا، والمحيط الأطلسي وقناة بريستول ومصب نهر سيفرن شمالًا. أما حدودها الشرقية فهي أقل وضوحًا.    
بعض التعريفات تتطابق مع تعريفات منطقة جنوب غرب إنجلترا الرسمية. في استطلاع أجرته شركة يوجوف عام 2019، اعتبر 72٪ من المشاركين أن كورنوال وديفون تقعان ضمن منطقة غرب إنجلترا، بينما أدرج 70٪ مقاطعة سومرست، و69٪ مقاطعة بريستول، و55٪ مقاطعة دورست. كما حصلت مقاطعات أخرى على موافقة أقل من 50٪، حيث شملت 28٪ مقاطعة ويلتشير، و27٪ مقاطعة غلوسترشير، و12٪ مقاطعة هيريفوردشير، و9٪ و مقاطعة ورشيسترشير، مع أن هاتين المقاطعتين الأخيرتين تُعتبران رسميًا جزءًا من منطقة غرب ميدلاندز .

## قراءة إضافية
- جينر، مايكل (١٩٩٦). رفيق المسافر إلى غرب البلاد . دار نشر كليرمونت (غودفري كيف أسوشيتس). (نُشر لأول مرة بواسطة مايكل جوزيف، 1990)
- وير، جون (1993) غرب البلاد . (جولات عظيمة). لندن: وارد لوك